# Лукас Мора
Лукас Родригес Мора да Силва (порт. Lucas Rodrigues Moura da Silva; Сао Пауло, 13. август 1992), познатији као Лукас Мора, бразилски је фудбалер који игра на месту десног крила за Сао Пауло.
Мора је професионалну каријеру започео у Сао Паулу. У Европи је прво заиграо за Пари Сен Жермен. Пет година је провео у француском клубу док га није потписао енглески Тотенхем хотспур. Био је део екипе Тотенхема која је дошла до свог првог финала у Лиги шампиона.
Деби за сениорску репрезентацију Бразила имао је 2011. За Бразил је одиграо укупно 35 утакмица. Представљао је своју земљу на двема Копа Америке, Олимпијским играма 2012. (где је освојена сребрна медаља) и Купу конфедерација 2013. (где је освојена златна медаља).

## Клупска каријера

### Сао Пауло
Мора се придружио локалном клубу Сао Пауло 2005. након што је играо у млађим категоријама Жувентуса и Коринтијанс Паулисте. Деби за свој први сениорски тим имао је 2010. Те сезоне је одиграо 25 утакмица постигавшо четири гола, а имао је и четири асистенције. Мора је често био упоређиван са бразилским фудбалером Марселињом Кариоком. Касније је истакао да жели да га људи ословљавају с његовим правим именом и да га не упоређују ни са ким. Године 2011, Мора је дао девет голова и асистирао четири пута на 28 наступа у Првој лиги Бразила, а 13 голова и осам асистенција у свим такмичењима.

### Пари Сен Жермен
Током лета 2012. и Манчестер јунајтед и Интер Милано су били заинтересовани за Моуру. Датума 8. августа 2012, Пари Сен Жермен је победио у трци за бразилског фудбалера и најавио да ће Мора у клуб стићи у јануару 2013. Тада је Мора постао најскупљи фудбалер ПСЖ-а. Укупна цена трансфера износила је око 45 милиона евра. Најављено је да ће носити дрес с бројем 29 до краја сезоне.
Мора је први наступ за нови клуб имао већ 11. јануара 2013. против Ајача у мечу који је завршен 0 : 0. Такође је наступио у Лиги шампиона против Валенсије у гостима 12. фебруара где је асистирао. Први гол за ПСЖ постигао је 13. септембра 2013. у победи од 2 : 0 у лиги против Бордоа.
У сезони 2014/15, када је Жереми Менез завршио прелазак у Милан, Мора је задужио његов број 7 — исти број који је носио у Сао Паулу. Прву утакмицу у новој сезони за ПСЖ одиграо је у Суперкупу Француске против Генгана другог августа. Меч је завршен резултатом 2 : 0 у корист Парижана.
Први гол у својој другој сезони са ПСЖ-ом дао је 16. августа, против Бастије (2 : 0). Петог октобра је постигао први гол на утакмици против главног ривала за титулу у Лиги један, Монака (1 : 1). Постигао је још два гола у победи ПСЖ-а од 3 : 0 над Бордоом 25. октобра. Те сезоне Мора је имао исти учинак као и прошле. 
Сезоне 2015/16. Мура је први гол дао 7. августа у поразу од 1 : 0 против Лила на Стадиону Пјер Мороа.
Мора је 15. октобра 2016. забио из слободног ударца први гол за ПСЖ у победи од 2 : 1. у гостима против Нансија, а то је био његов пети гол у сезони 2016/17. у Лиги један..
Међутим, доласком нових играча у клуб, Мора је изгубио место у стартној постави од следеће сезоне. Само је шест пута играо за ПСЖ и то увек као замена. Одлучио је да промени средину јануара 2018.

### Тотенхем хотспур
Дана 31. јануара 2018. Мора је потписао уговор с Тотенхемом до 2023. у трансферу вредном 25 милиона фунти. Деби за Спурсе имао је у Лиги шампиона 2017/18. против Јувентуса 13. фебруара 2018. Ушао је као касна замена, а меч је завршен ремијем 2 : 2. Прву пуну утакмицу је одиграо против Рочдејла у ФА купу 18. фебруара 2018. (2 : 2). На тој утакмици је дао и први гол.
У сезони 2018/19, Мура је постигао свој први премијерлигашки гол и то 18. августа 2018. у победи Спурса над Фуламом 3 : 1 . На следећем мечу 27. августа дао је гол Јунајтеду у победи свог тима од 3 : 0. Први гол за Тотенхем у Лиги шампиона постигао је против ПСВ-а. У гостима против Барселоне Моруа је при крају меча забио гол. Утакмице је на крају завршена 1 : 1, а Спурси су успели да оду у следећу фазу такмичења. Тринаестог априла следеће године успео је да дође до хет-трика против Хадерсфилд тауна (4 : 0). То му је био први хет-трик у Европи и први је играч који је успео да постигне три гола на новом стадиону Тотенхема.
Дана 8. маја 2019, Мора је постигао свој други хет-трик за Тотенхем и то у победи против Ајакса од 3 : 2 на Јохан Кројф aрени у њеиховом другом мечу полуфинала ЛШ. Тотенхем се пласирао у финале Лиге шампиона, први пут у својој историји, пошто је успео да надокнади три гола заостатка и тако дође до победе. Француски спортски лист Л’Екип Моуру је наградио с оценом 10, што га је чинило тек десетим фудбалером коме је тај лист дао ту оцену.
Почетком сезоне 2019/20, Мора је потписао нови уговор с Тотенхемом који га везује у клубу до 2024. Први гол у новој сезони дао је 17. августа против Манчестер ситија кроз деветнаест секунди након што је ушао у игру.

## Репрезентативна каријера

### Почеци
Мора је често био део бразилске селекције до 20 година. Фебруара 2011. је био део Бразила на Првенству Јужне Америке до 20 година где је дошао до хет-трика у победи над Уругвајом 6 : 0 у финалу. Сениорски деби за Бразил имао је на пријатељском мечу са Шкотском 27. марта 2011, а 28. септембра исте године дао је и први интернационални гол на сениорском нивоу против Аргентине.

### Сениорска каријера
Тренер Мано Манез сврстао је Моуру на списак играча за Копу Америку у Аргентини 2011. Мора је играо у групној фази с Парагвајем, Еквадором и Венецуелом и увек је улазио с клупе. Опет је ушао као замена у четвртфиналном сусрету с Парагвајем где је Бразил изгубио у пенал-серији (0 : 2).
Мора је био део Олимпијског тима Бразила на Олимпијским играма 2012. у Лондону. Ушао је с клупе на три утакмице (укључујући финале с Мексиком), а стартовао је једну (у групној фази против Новог Зеланда).
Селектор Луиз Фелипе Сколари повео је Моуру с бразилском тимом на Куп конфедерација 2013. који се уједно играо уз Бразилу
Године 2016, Мора је био тима од 23 играча који је одабрао селектор Дунга за Копу Америку сентенарио у САД.

## Статистике каријере

### Клуб
Ажурирано након меча 10. марта 2020.
| Клуб             | Сезона    | Лига                | Лига    | Лига   | Национални куп | Национални куп | Лига куп | Лига куп | Континентално такмичење | Континентално такмичење | Остало  | Остало | Укупно  | Укупно |
| Клуб             | Сезона    | Дивизија            | Наступи | Голови | Наступи        | Голови         | Наступи  | Голови   | Наступи                 | Голови                  | Наступи | Голови | Наступи | Голови |
| ---------------- | --------- | ------------------- | ------- | ------ | -------------- | -------------- | -------- | -------- | ----------------------- | ----------------------- | ------- | ------ | ------- | ------ |
| Сао Пауло        | 2010.     | Серија А Бразила    | 25      | 4      | 0              | 0              | —        | —        | 0                       | 0                       | 0       | 0      | 25      | 4      |
| Сао Пауло        | 2011.     | Серија А Бразила    | 28      | 9      | 4              | 0              | —        | —        | 3                       | 1                       | 8       | 3      | 43      | 13     |
| Сао Пауло        | 2012.     | Серија А Бразила    | 21      | 6      | 9              | 2              | —        | —        | 9                       | 2                       | 21      | 6      | 60      | 16     |
| Сао Пауло        | Укупно    | Укупно              | 74      | 19     | 13             | 2              | —        | —        | 12                      | 3                       | 29      | 9      | 128     | 33     |
| Пари Сен Жермен  | 2012/13.  | Прва лига Француске | 10      | 0      | 1              | 0              | 0        | 0        | 4                       | 0                       | —       | —      | 15      | 0      |
| Пари Сен Жермен  | 2013/14.  | Прва лига Француске | 36      | 5      | 2              | 0              | 4        | 0        | 10                      | 0                       | 1       | 0      | 53      | 5      |
| Пари Сен Жермен  | 2014/15.  | Прва лига Француске | 29      | 7      | 4              | 1              | 4        | 0        | 8                       | 0                       | 1       | 0      | 46      | 8      |
| Пари Сен Жермен  | 2015/16.  | Прва лига Француске | 36      | 9      | 6              | 1              | 4        | 1        | 9                       | 2                       | 1       | 0      | 56      | 13     |
| Пари Сен Жермен  | 2016/17.  | Прва лига Француске | 37      | 12     | 5              | 3              | 3        | 2        | 7                       | 1                       | 1       | 1      | 53      | 19     |
| Пари Сен Жермен  | 2017/18.  | Прва лига Француске | 5       | 1      | 0              | 0              | 1        | 0        | 0                       | 0                       | 0       | 0      | 6       | 1      |
| Пари Сен Жермен  | Укупно    | Укупно              | 153     | 34     | 18             | 5              | 16       | 3        | 38                      | 3                       | 4       | 1      | 229     | 46     |
| Тотенхем хотспур | 2017/18.  | Премијер лига       | 6       | 0      | 4              | 1              | —        | —        | 1                       | 0                       | —       | —      | 11      | 1      |
| Тотенхем хотспур | 2018/19.  | Премијер лига       | 32      | 10     | 2              | 0              | 3        | 0        | 12                      | 5                       | —       | —      | 49      | 15     |
| Тотенхем хотспур | 2019/20.  | Премијер лига       | 27      | 4      | 5              | 2              | 1        | 0        | 6                       | 1                       | —       | —      | 39      | 7      |
| Тотенхем хотспур | Укупно    | Укупно              | 65      | 14     | 11             | 3              | 4        | 0        | 19                      | 6                       | 0       | 0      | 99      | 23     |
| Свеукупно        | Свеукупно | Свеукупно           | 292     | 67     | 42             | 10             | 20       | 3        | 69                      | 12                      | 33      | 10     | 456     | 102    |

1. 1 2  Наступи у Шампионату Паулиста.
2. 1 2 3 4  Наступи у Суперкупу Француске.

### Репрезентација
Ажурирано након меча 12. октобра 2018.
| Име    | Година | Наступи | Голови |
| ------ | ------ | ------- | ------ |
| Бразил | 2011.  | 10      | 1      |
| Бразил | 2012.  | 12      | 2      |
| Бразил | 2013.  | 9       | 1      |
| Бразил | 2015.  | 2       | 0      |
| Бразил | 2016.  | 1       | 0      |
| Бразил | 2018.  | 1       | 0      |
| Укупно | Укупно | 35      | 4      |

### Голови за репрезентацију
Scores and results table. Brazil's goal tally first.
| Број | Датум               | Стадион                                      | Противник | Гол   | Резултат | Такмичење                   |
| ---- | ------------------- | -------------------------------------------- | --------- | ----- | -------- | --------------------------- |
| 1    | 28. септембар 2011. | Олимпијски стадион Мангвеирао, Белем, Бразил | Аргентина | 1 : 0 | 2 : 0    | Амерички суперкласико 2011. |
| 2    | 10. септембар 2012. | Стадион Жозе до Рего Масиел, Ресифе, Бразил  | Кина      | 3 : 0 | 8 : 0    | Пријатељска утакмица        |
| 3    | 11. октобар 2012.   | Стадион Шведбанк, Малме, Шведска             | Ирак      | 6 : 0 | 6 : 0    | Пријатељска утакмица        |
| 4    | 9. јун 2013.        | Арена Гремио, Порто Алегре, Бразил           | Француска | 3 : 0 | 3 : 0    | Пријатељска утакмица        |

## Успеси
Сао Пауло
- Куп Јужне Америке (1): 2012.[37]

Пари Сен Жермен
- Прва лига Француске (4): 2012/13, 2013/14, 2014/15, 2015/16.[37]
- Куп Француске (3): 2014/15, 2015/16, 2016/17.[37]
- Лига куп Француске (4): 2013/14, 2014/15, 2015/16, 2016/17.[37]
- Суперкуп Француске (5): 2013, 2014, 2015, 2016, 2017.[37]

Тотенхем хотспур
- Финалиста Лиге шампиона (1): 2018/19.[38]

Бразил до 20
- Јужноамеричко првенство до 20 година (1): 2011.[39]

Бразил до 23
- Сребрна медаља на Олимпијским играма (1): 2012.[40]

Бразил
- Амерички суперкласико (1): 2011.[41]
- Куп конфедерација (1): 2013.[37]

Индивидуални
- Најбољи тим бразилске Серије А (1): 2012.[42]
- Златна лопта Бразила (1): 2012.[43]
- Играч месеца у Првој лиги Француске (1): октобар 2014.[44]
- Играч месеца у Премијер лиги (1): август 2018.[45]
- Најбољи тим сезоне у Лиги шампиона (1): 2018/19.[46]